# كتان (زيتون)
كتان هي إحدى مشيخات المملكة المغربية، تتبع جغرافيا لإقليم تطوان وإداريًا لزيتون. يقدر عدد سكانها بـ 6927 نسمة حسب الإحصاء الرسمي للسكان والسكنى لسنة 2004.